# Berliner Meilenstein

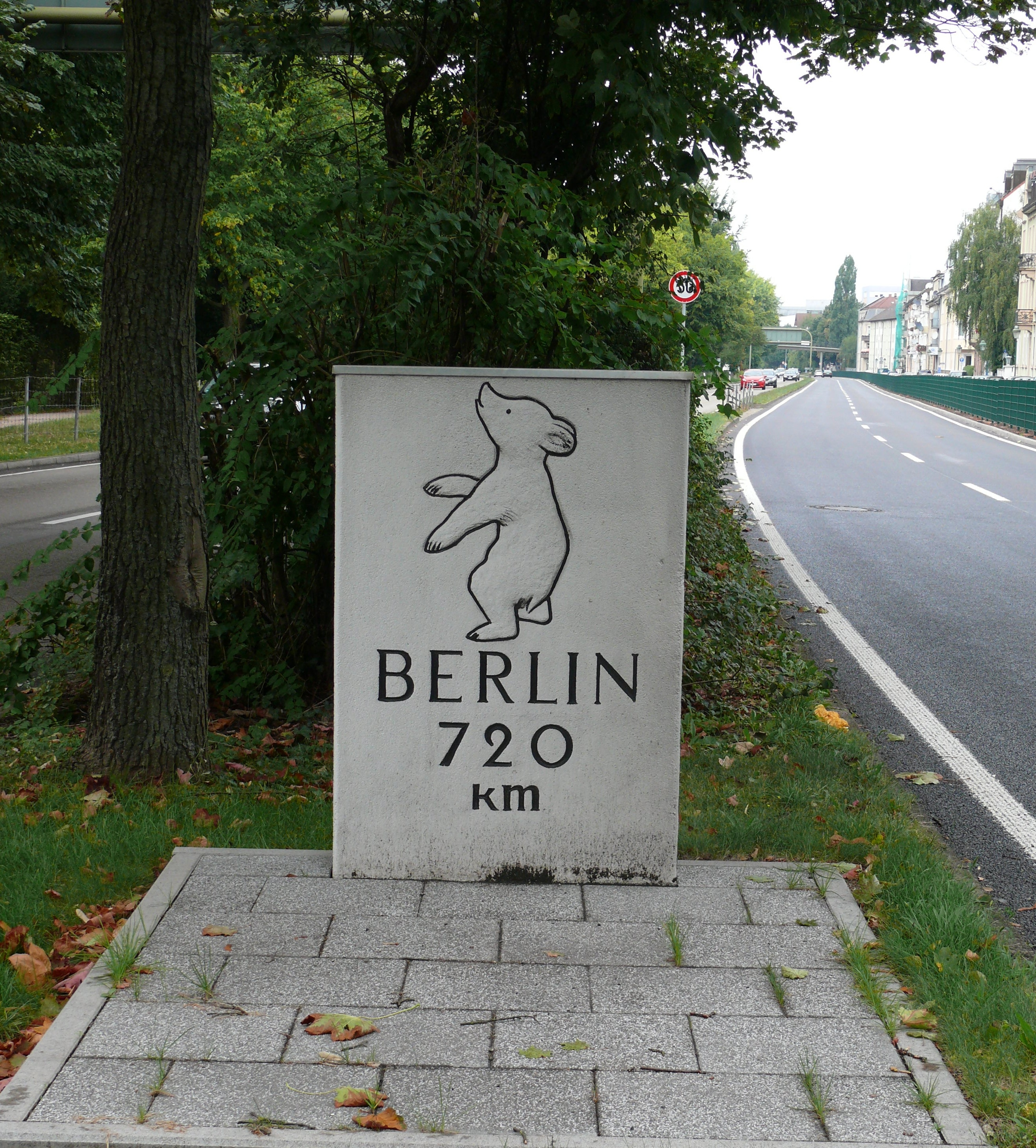
Berliner Meilenstein nach Renée Sintenis’ Originalentwurf in Baden-Baden

Die Berliner Meilensteine (auch Berliner Kilometersteine, Berlin-Steine) sind mit Bärensymbol versehene Mahnmale, die während der Zeit der deutschen Teilung an westdeutschen Straßen aufgestellt  wurden, um an das von der DDR eingeschlossene West-Berlin zu erinnern und die zu diesem Zwecke die Entfernung zur ehemaligen Hauptstadt nennen. Aufgrund eines Runderlasses des Bundesverkehrsministeriums wurden die Distanzsteine zwischen 1954 und 1989 an zahlreichen Bundesautobahnen und Bundesstraßen in den westdeutschen Ländern auf dem Gebiet der damaligen Bundesrepublik Deutschland aufgestellt. Diese Kleindenkmäler sind nicht zu verwechseln mit den preußischen Meilensteinen des 18. und 19. Jahrhunderts, welche die Entfernung nach Berlin in preußischen Meilen (etwa 7,5 Kilometer) angeben.

## Hintergrund
Die Berliner Meilensteine gehen auf eine Initiative des CDU-Politikers Gerd Bucerius zurück, der von 1949 bis 1953 Vorsitzender des Bundestagsausschusses für Berlin war. Der damalige Bundesminister für Verkehr, Hans-Christoph Seebohm, ordnete 1953 die Aufstellung von Berliner Meilensteinen an, die auf der Vorderseite den Berliner Bären mit der Kilometerangaben nach Berlin enthalten sollten. Von 1959 bis zu seinem Tod war letztgenannter zudem Sprecher einer Landsmannschaft und einer der aktivsten Lobbyisten der Vertriebenenverbände in Bonn, dies zeigte sich auch in Zusammenhang mit der auf seine Initiative vorgenommenen Benennung von Autobahnrastplätzen.
Damit das von der DDR umschlossene West-Berlin im allgemeinen Bewusstsein bliebe und um in Westdeutschland die Verbundenheit mit der Stadt zu fördern, sollten auf den Mittelstreifen der Bundesautobahnen im Abstand von jeweils 100 Kilometern Gedenksteine mit einer Darstellung des Berliner Bären und der Angabe der Entfernung nach Berlin aufgestellt werden. Die Kosten für die Herstellung und Errichtung der Steine wurden aus Bundesmitteln beglichen; die für die Verwaltung der jeweiligen Autobahnabschnitte zuständigen Bundesländer hatten nur für die Organisation der Arbeiten zu sorgen.
Das Konzept wurde um Standorte an Bundes- und Landesstraßen erweitert, wobei es eine freie Entscheidung der Kommunen darstellte, einen Berliner Meilenstein zu errichten. In diesen Fällen übernahm der Bund nur einen Teil der Kosten, die Anbringung der Entfernungsangabe und die Aufstellung gingen zu Lasten der betreffenden Kommune.

## Gestaltung

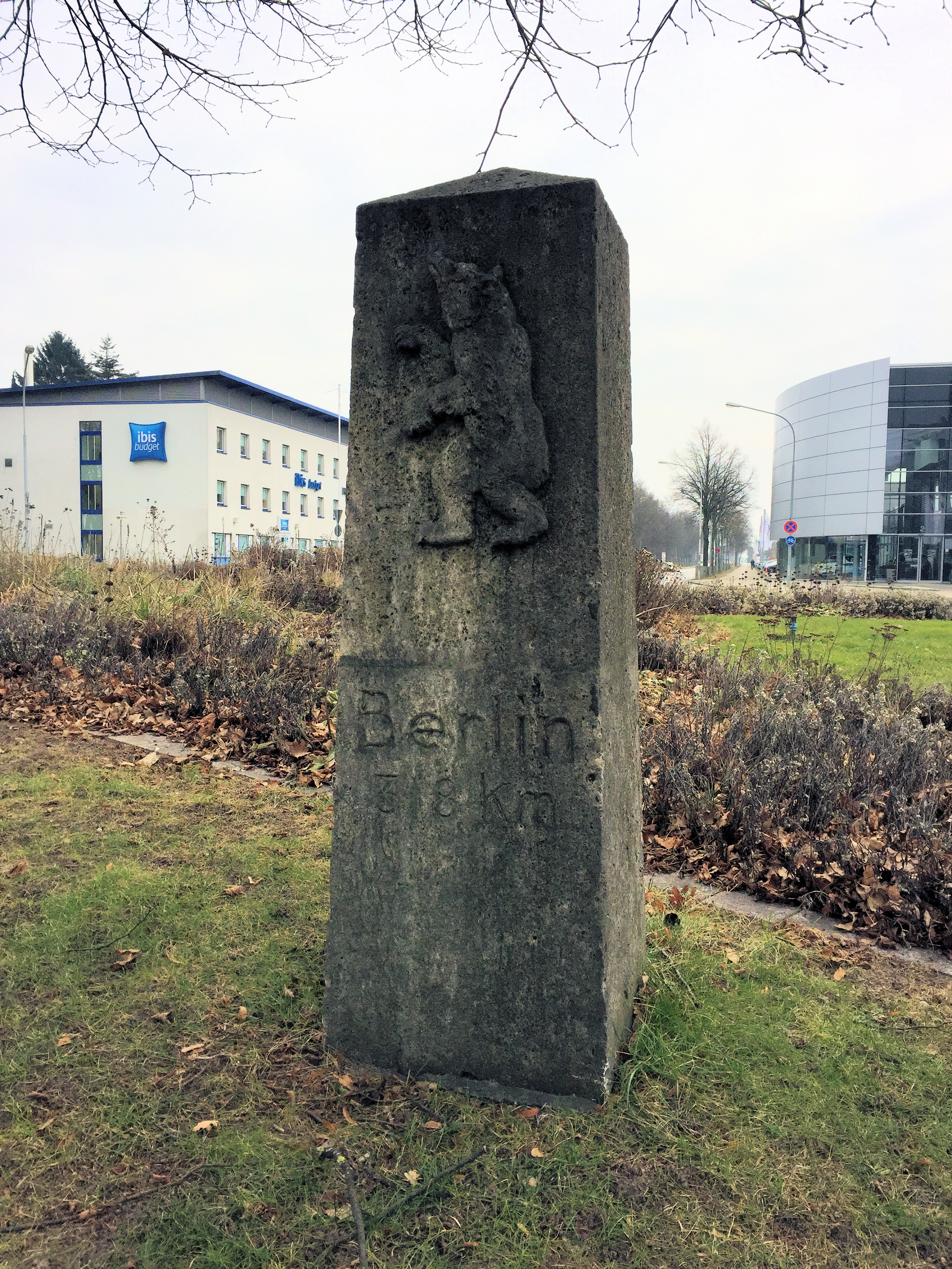
1959 aufgestellter Berliner Meilenstein mit der Entfernungsangabe Berlin 318 km auf dem Berliner Platz in Lübeck

Der Entwurf für das Reliefbild auf den Meilensteinen – der Berliner Bär als Graffito – wurde 1953 von der Bildhauerin und Grafikerin Renée Sintenis geschaffen.
Da es aber keine verbindlichen Vorgaben für die Ausführung der Berliner Meilensteine gab, fanden auch zahlreiche andere Varianten des aufrecht schreitenden Bären Verwendung. Dasselbe gilt für die Form der Steine selbst, die oftmals dem Grundentwurf einer schlichten Stele folgen, jedoch auch beispielsweise als Obelisken, Säulen oder plastische Statuen ausgebildet wurden.
Von Renée Sintenis stammen auch einige Bronzebären auf Wegweisern nach Berlin, die 1957 auf dem Mittelstreifen der heutigen A 115 bei Dreilinden aufgestellte Bärenplastik und die Skulptur der bei den Berliner Filmfestspielen verliehenen Bären. Ein Prototyp dieses Sintenis-Steines – ohne Kilometerangabe – befindet sich vor der Reneé-Sintenis-Grundschule in der Grünanlage am Laurinsteig in Berlin-Frohnau.
Die Kilometerangaben auf den Meilensteinen geben die jeweilige Entfernung vom ehemaligen Berliner Dönhoffplatz an: In der Nähe dieser Stelle steht seit 1979 in Berlin an der Leipziger Straße, nahe den Spittel-Kolonnaden, die Kopie des Preußischen „Null-Meilensteins“ von 1730, der früher auf dem Dönhoffplatz stand.

## Aufstellung
Der erste Berliner Meilenstein wurde zwischen Köln und Frankfurt am Main an der Bundesautobahn 3 bei der Raststätte Fernthal aufgestellt, kurz vor der Wiedbachtalbrücke. Am 12. Januar 1954 weihte Bundespräsident Theodor Heuss das Denkmal ein.
Der Berlin-Beauftragte der Bundesregierung, Gerd Bucerius, der für seine persönliche Bindung an Berlin bekannt war, kündigte auf den Autobahnen alle 100 km einen „Berliner Meilenstein“ an, was jedoch nur an manchen Stellen (z. B. Aachen 1954, München Bronzestatue 1962, Frankfurt 1958) verwirklicht worden ist. Der Berlin-Beauftragte konnte diese aus Mitteln des Bundes finanzierten Meilensteine jeweils kostenlos zur Verfügung stellen. Die Gemeinden hatten jeweils nur für die Kosten der Errichtung der Steine geradezustehen.
Das Vorhaben, flächendeckend entlang der Autobahnen alle 100 Kilometer Berliner Meilensteine aufzustellen, konnte jedoch nie vollständig umgesetzt werden. Dafür aber erwiesen sich die Denkmalsteine bei den Städten und Gemeinden als beliebt: Etwa 300 – die genaue Zahl ließ sich bisher nicht ermitteln, weil kein amtliches Verzeichnis aller durch den Bund finanzierten oder geförderten Berliner Meilensteine existiert – wurden zwischen 1954 und 1989 aufgrund kommunaler Initiativen errichtet, die meisten davon in den 1950er und 1960er Jahren.

## Initiative Denkmalschutz für Berliner Meilensteine
Da die Denkmalsteine mancherorts aus unterschiedlichen Gründen mittlerweile wieder entfernt wurden und in Vergessenheit gerieten, lassen sich ihre exakten Standorte nicht in allen Fällen rekonstruieren. Bis zum Jahre 2010 waren nur noch einige wenige dieser Kleindenkmale bekannt, seither hat die Initiative Denkmalschutz für Berliner Meilensteine über 300 Standorte ermittelt.
In zahlreichen Fällen wurden sie nach der Öffnung der Berliner Mauer in den Folgejahren bei Umbaumaßnahmen und aus Unkenntnis ihrer Bedeutung demontiert, zerstört oder an nicht öffentlich verzeichneten Stellen eingelagert. Denkmalschutz bestand für die Berliner Meilensteine in der Regel nicht, Anträge auf Denkmalschutz für die Berliner Meilensteine, die bei den Landesämtern für Denkmalpflege eingereicht wurden, werden aufgrund der unterschiedlichen Denkmal-Interpretationen der jeweiligen Denkmalschutz-Landesgesetze unterschiedlich behandelt.
Die Herkunft und Bedeutung dieser Steine erforscht die Initiative Denkmalschutz für Berliner Meilensteine. Sehr aktiv bei der Beantragung von Denkmalschutz für Berliner Meilensteine ist zudem der Verein Berliner-Bärenfreunde e. V, in dessen Mitteilungsblatt und Website Informationen über die Berliner Meilensteine und ihre Geschichte veröffentlicht werden.

## Bilder von Berliner Meilensteinen

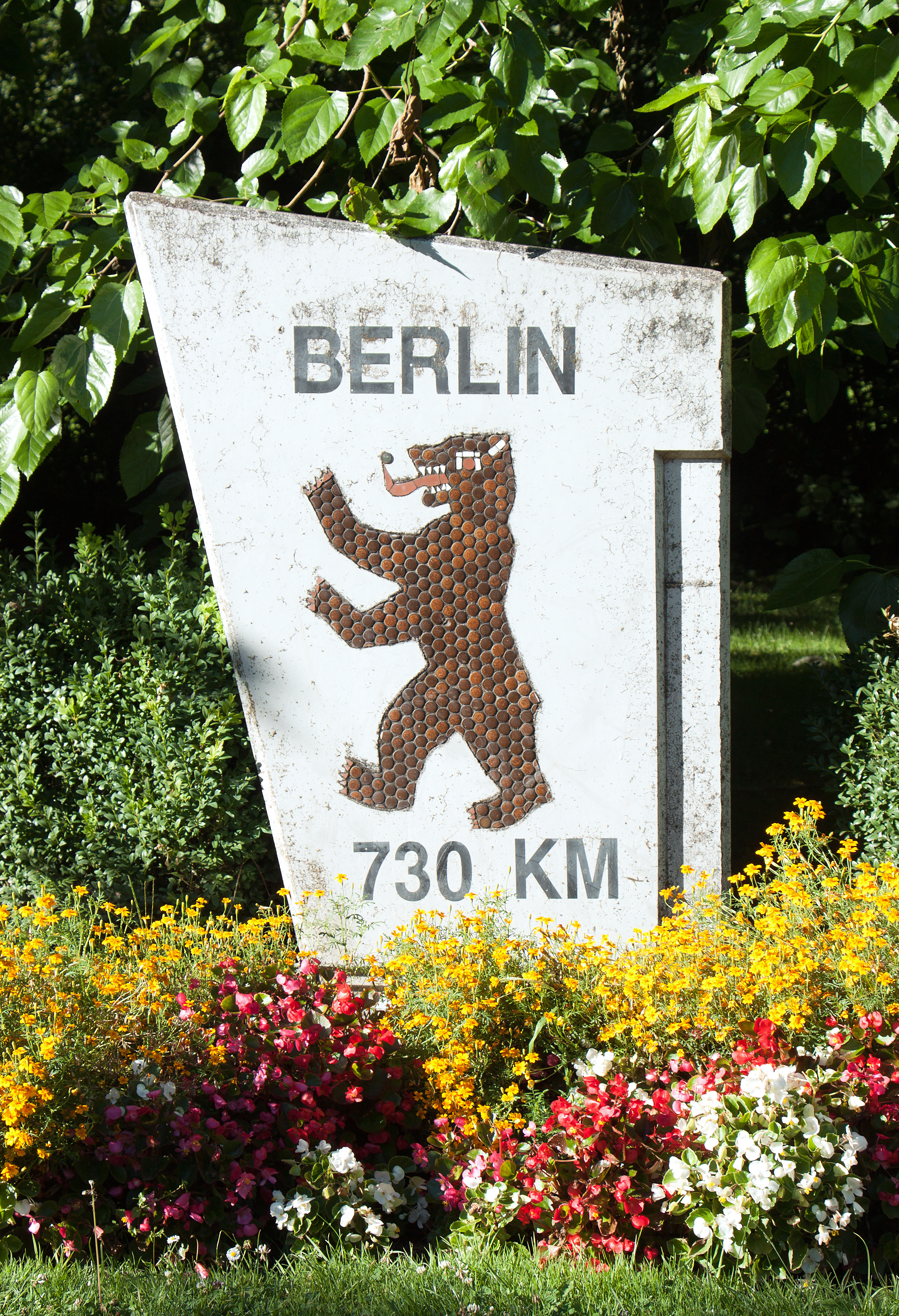
Berliner Meilenstein in Bad Bergzabern
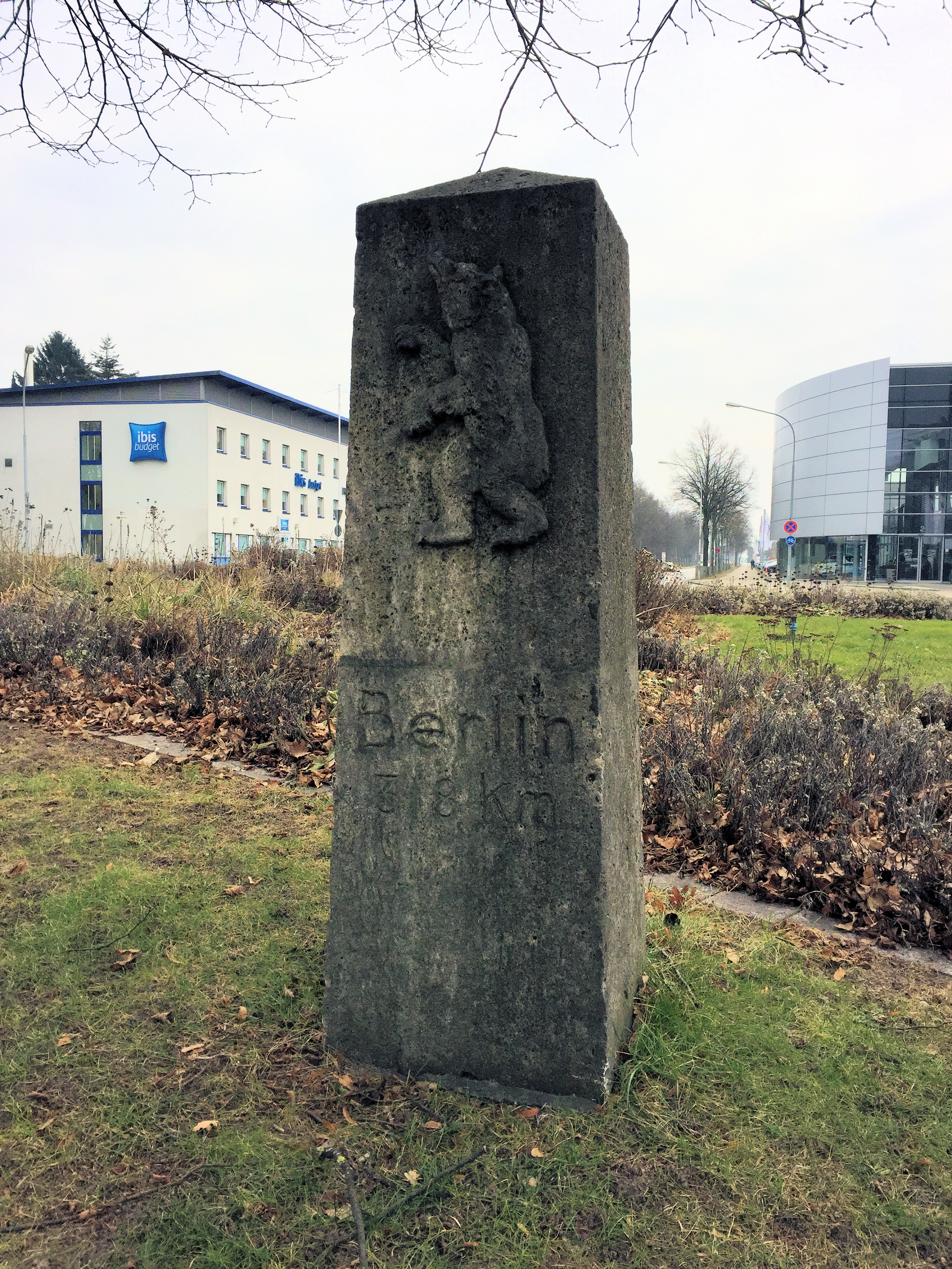
Berliner Meilenstein in Lübeck
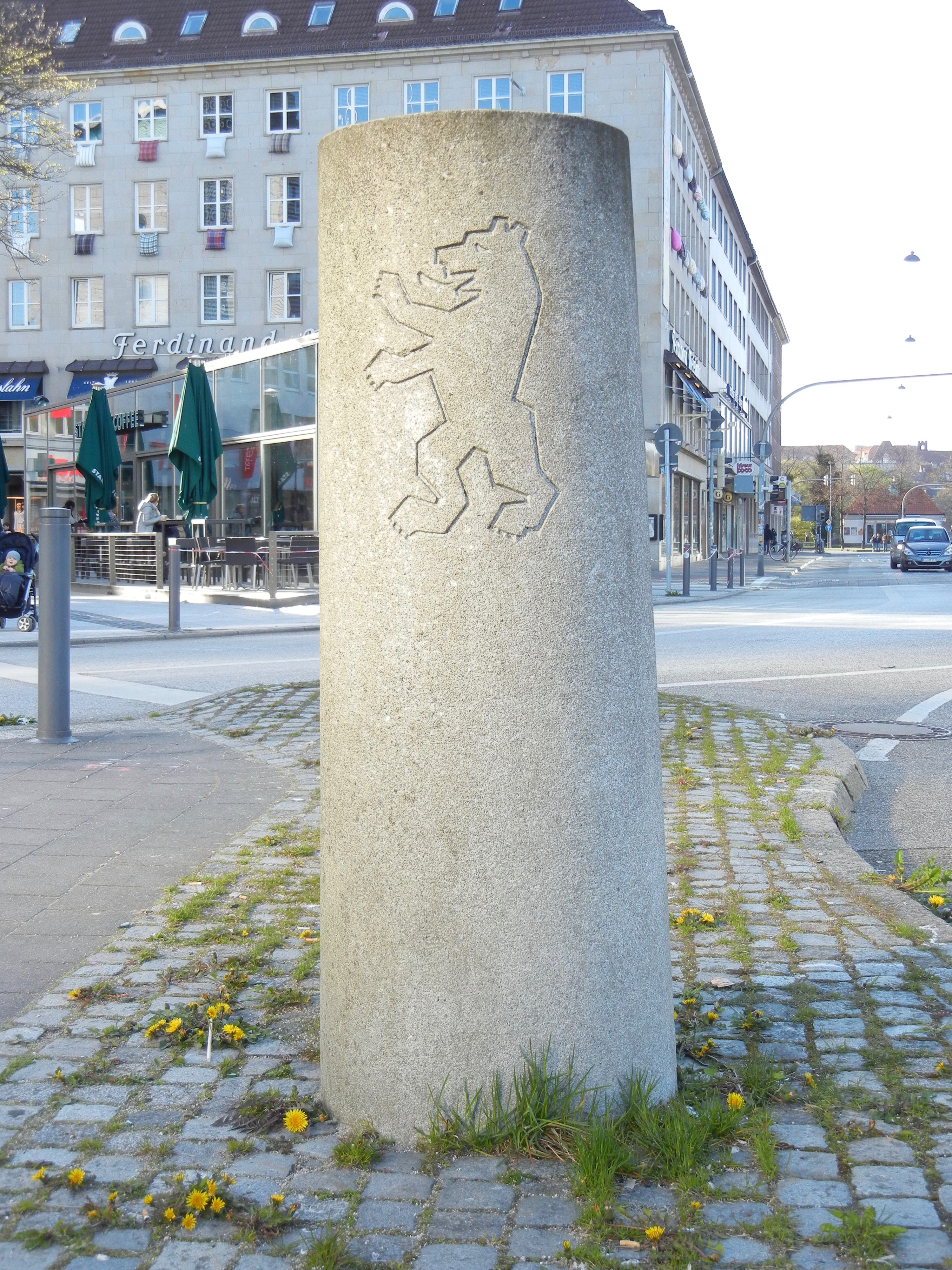
Berliner Meilenstein in Kiel
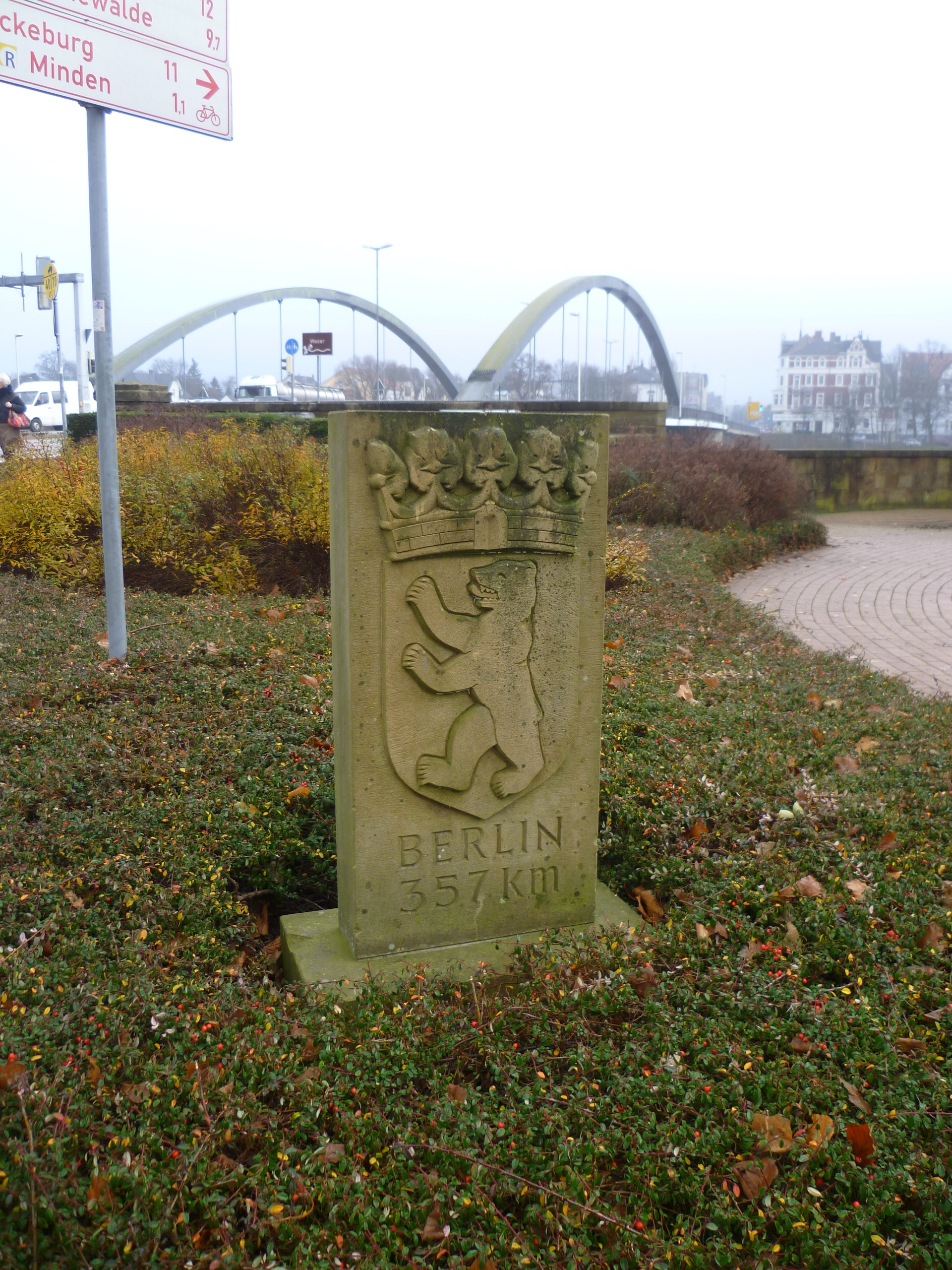
Berliner Meilenstein in Minden
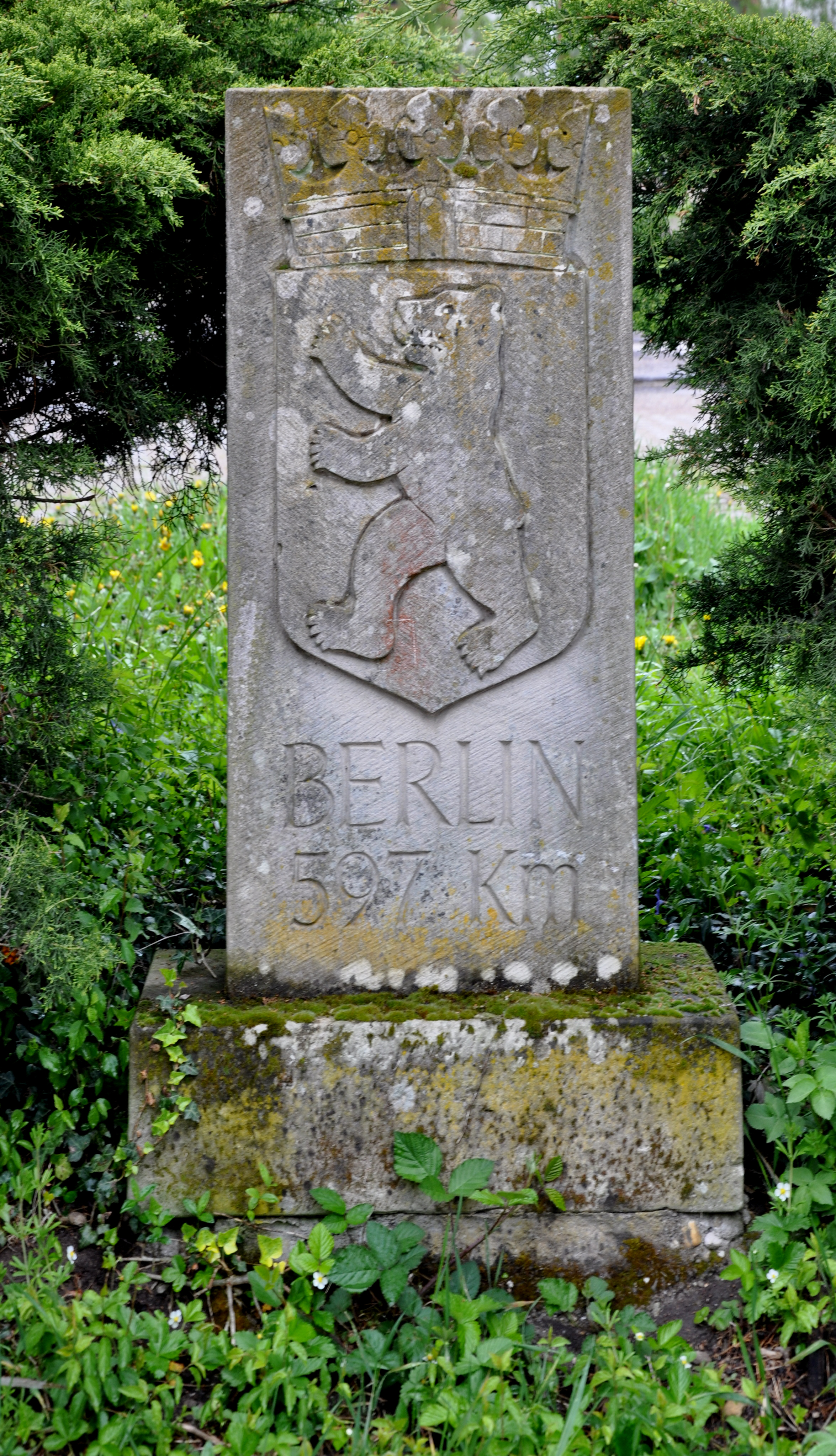
Berliner Meilenstein in Kloster Eberbach
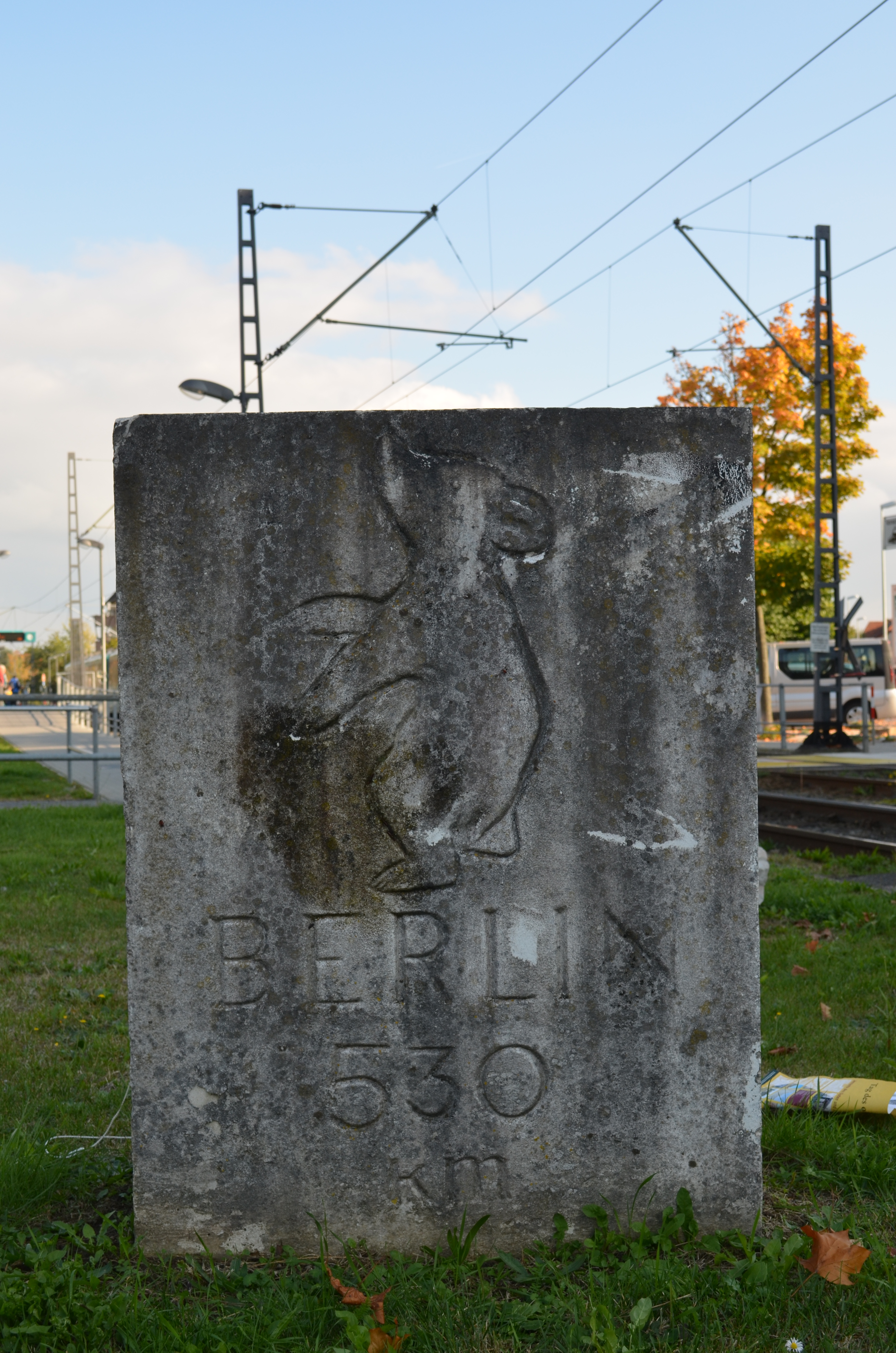
Berliner Meilenstein in Oberursel
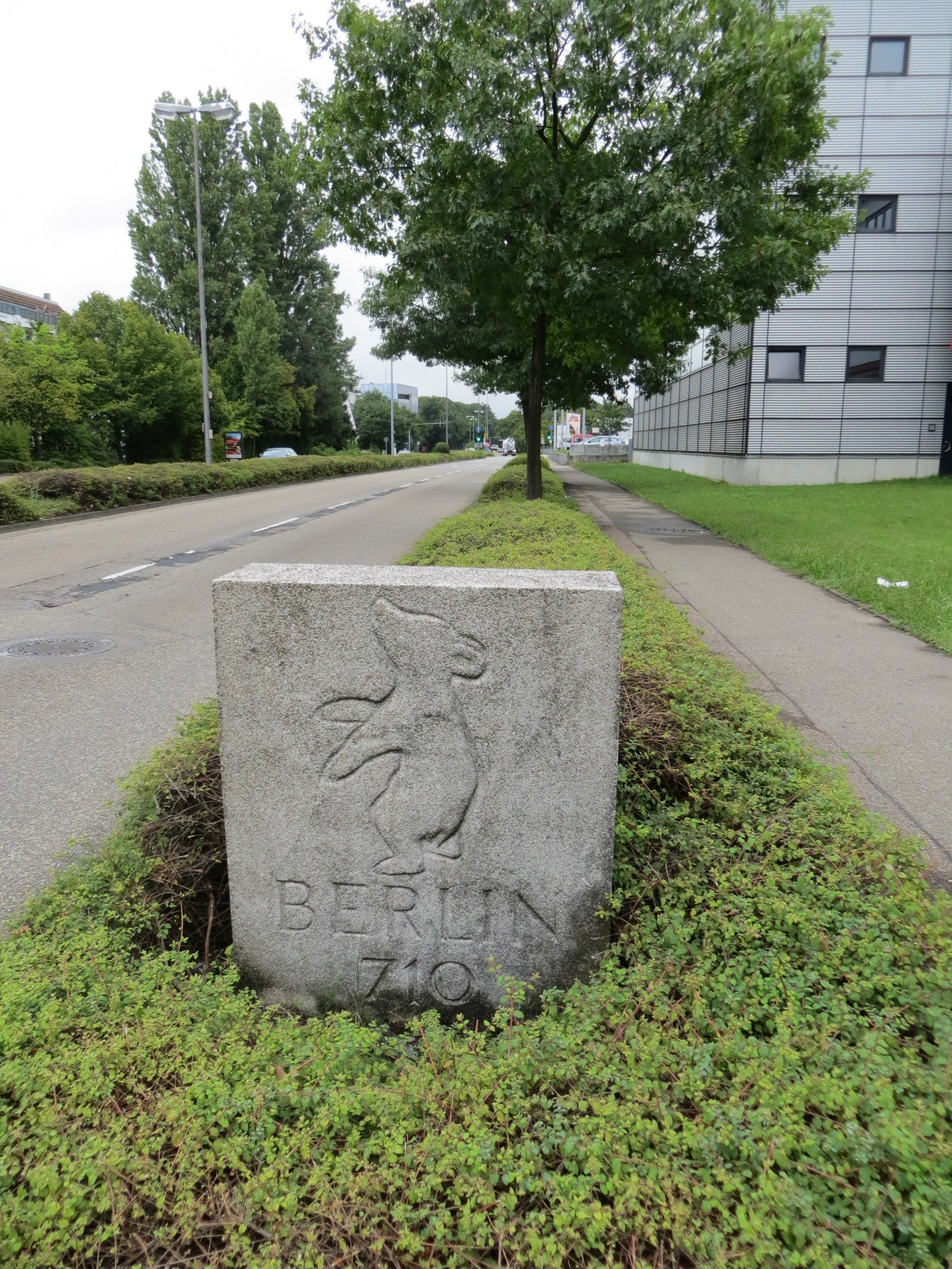
Berliner Meilenstein in Rastatt
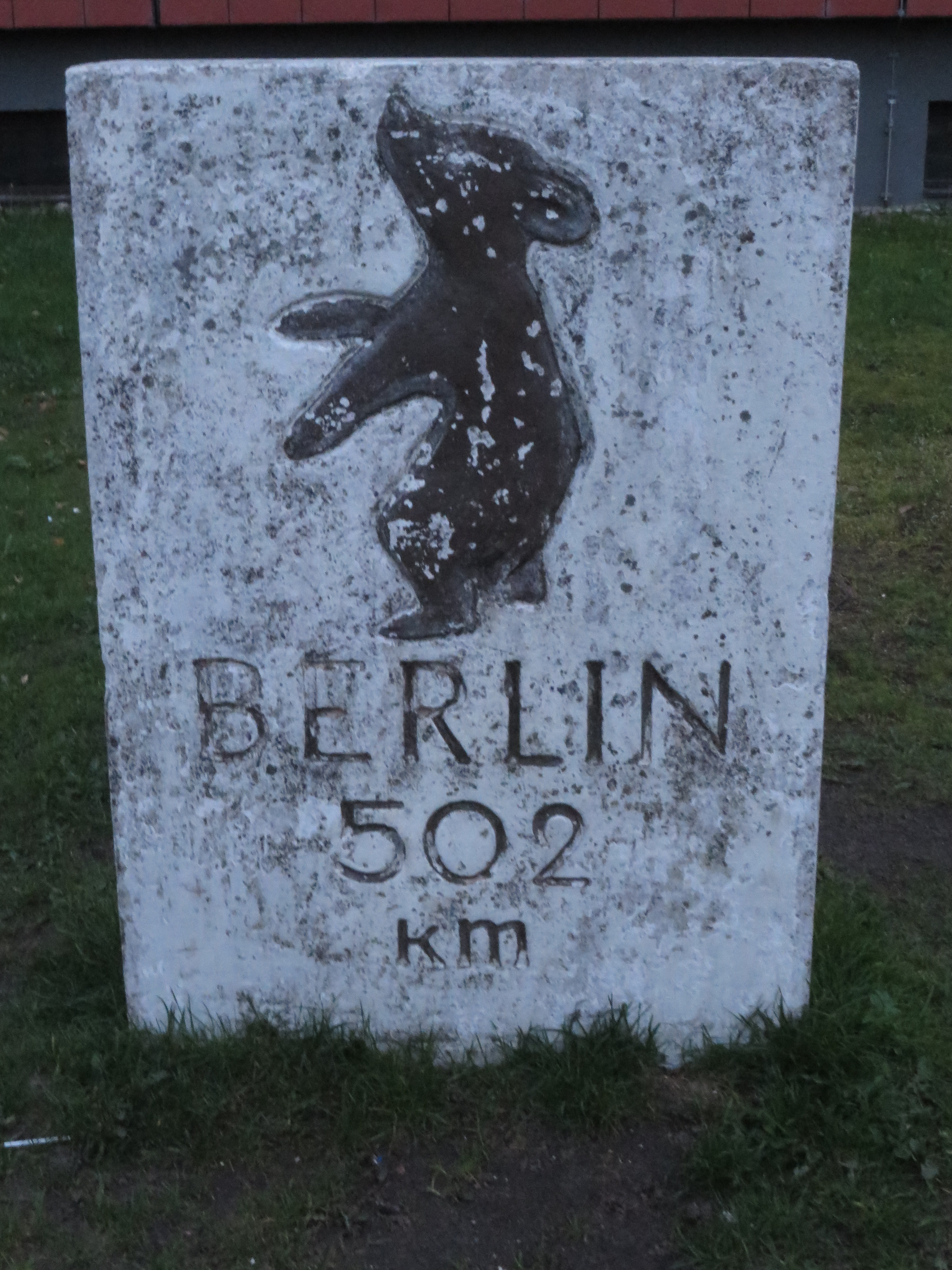
Berliner Meilenstein in Harrislee
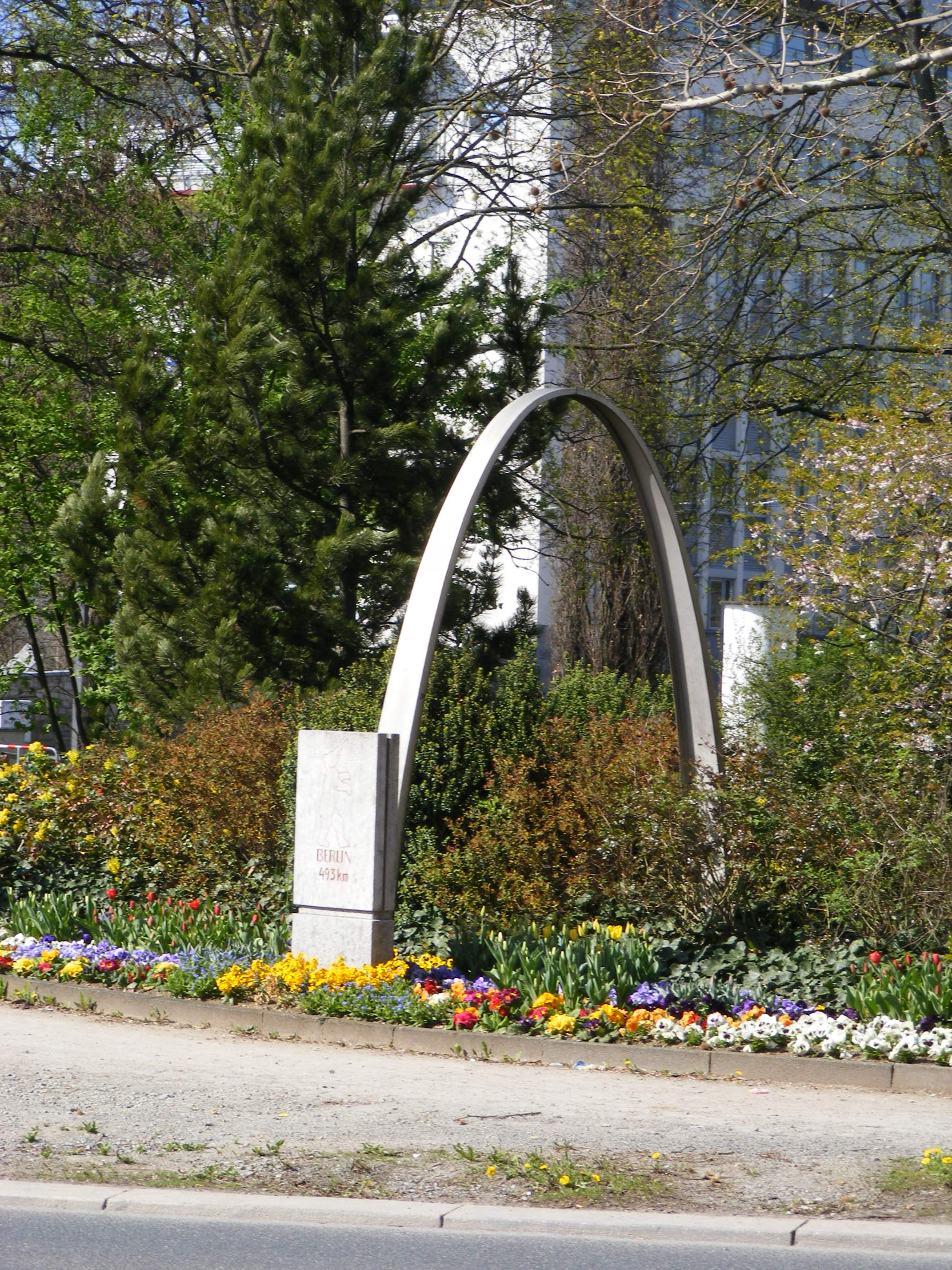
Berliner Meilenstein in Würzburg
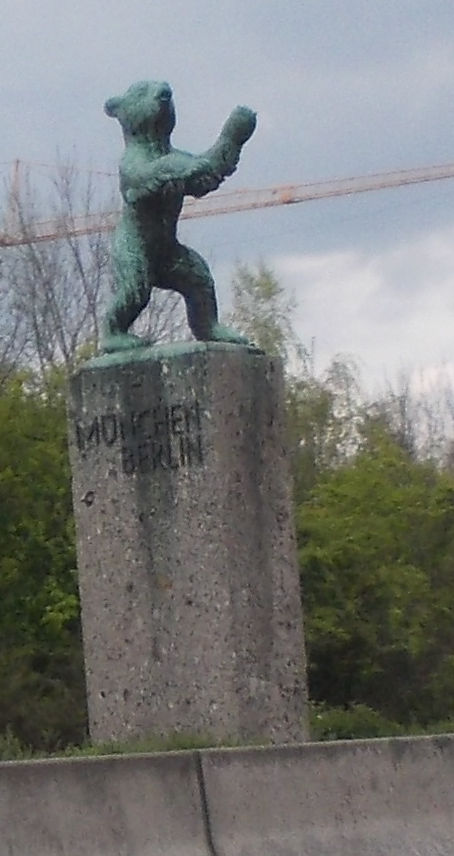
Bärenstatue an der A9 in München
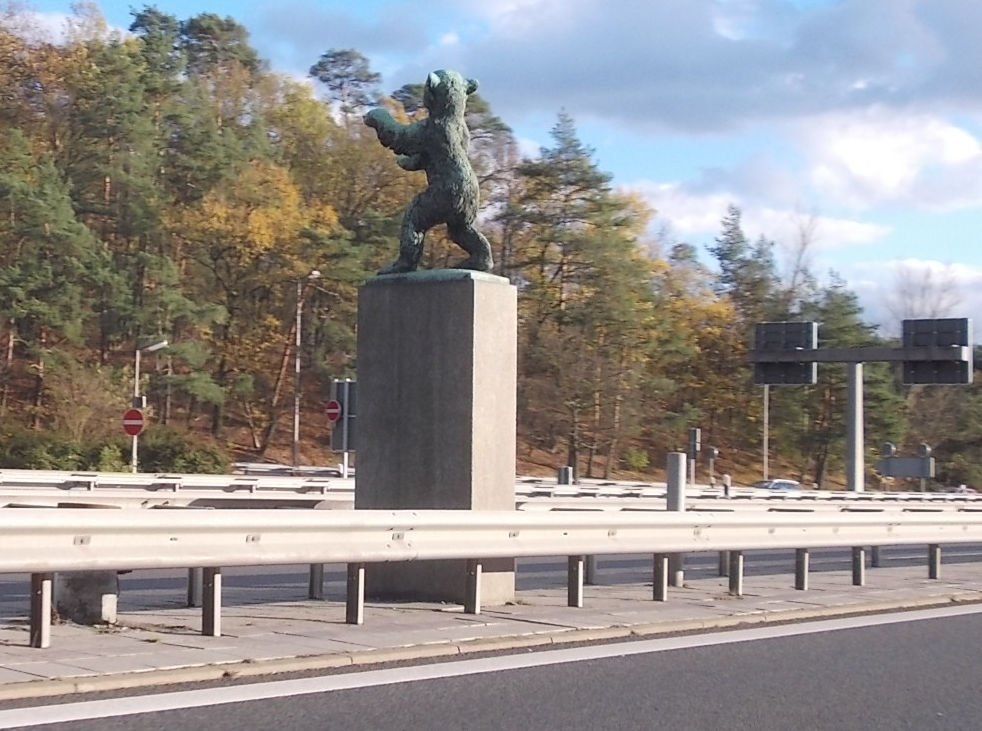
Bärenstatue in Berlin in der Nähe des ehemaligen Checkpoint Bravo
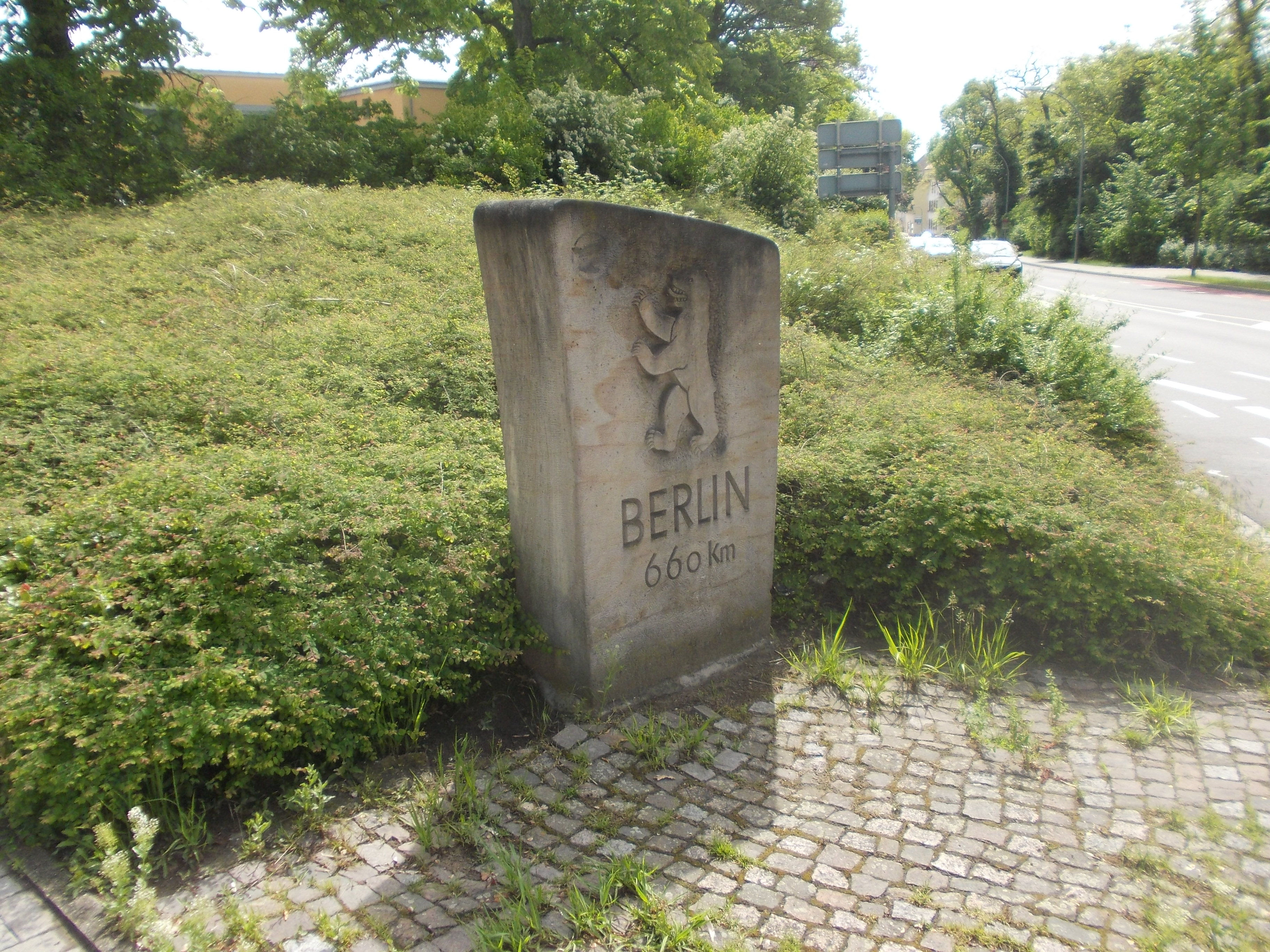
Berliner Meilenstein in Speyer
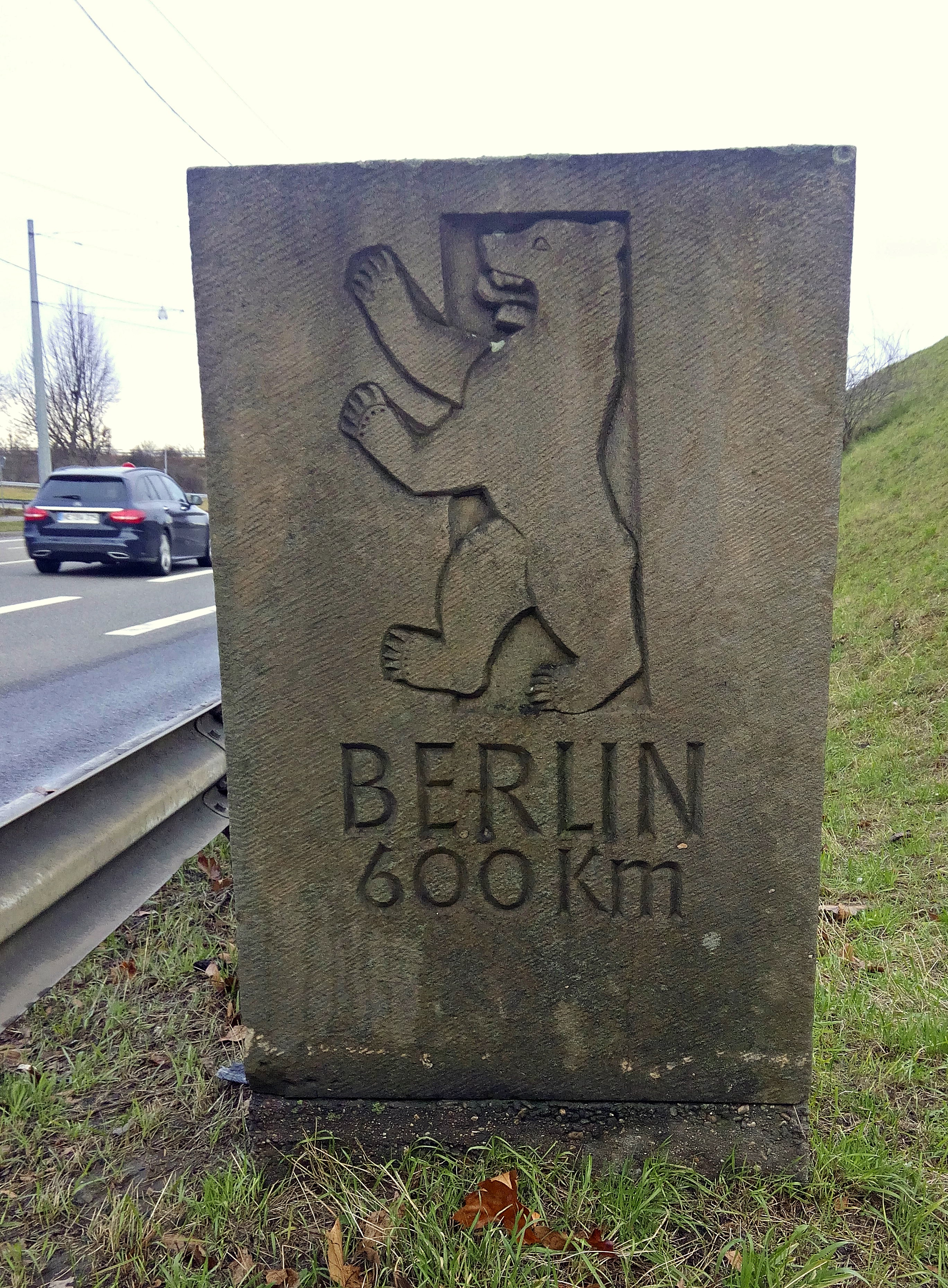
Berliner Meilenstein in Frankenthal (Pfalz)
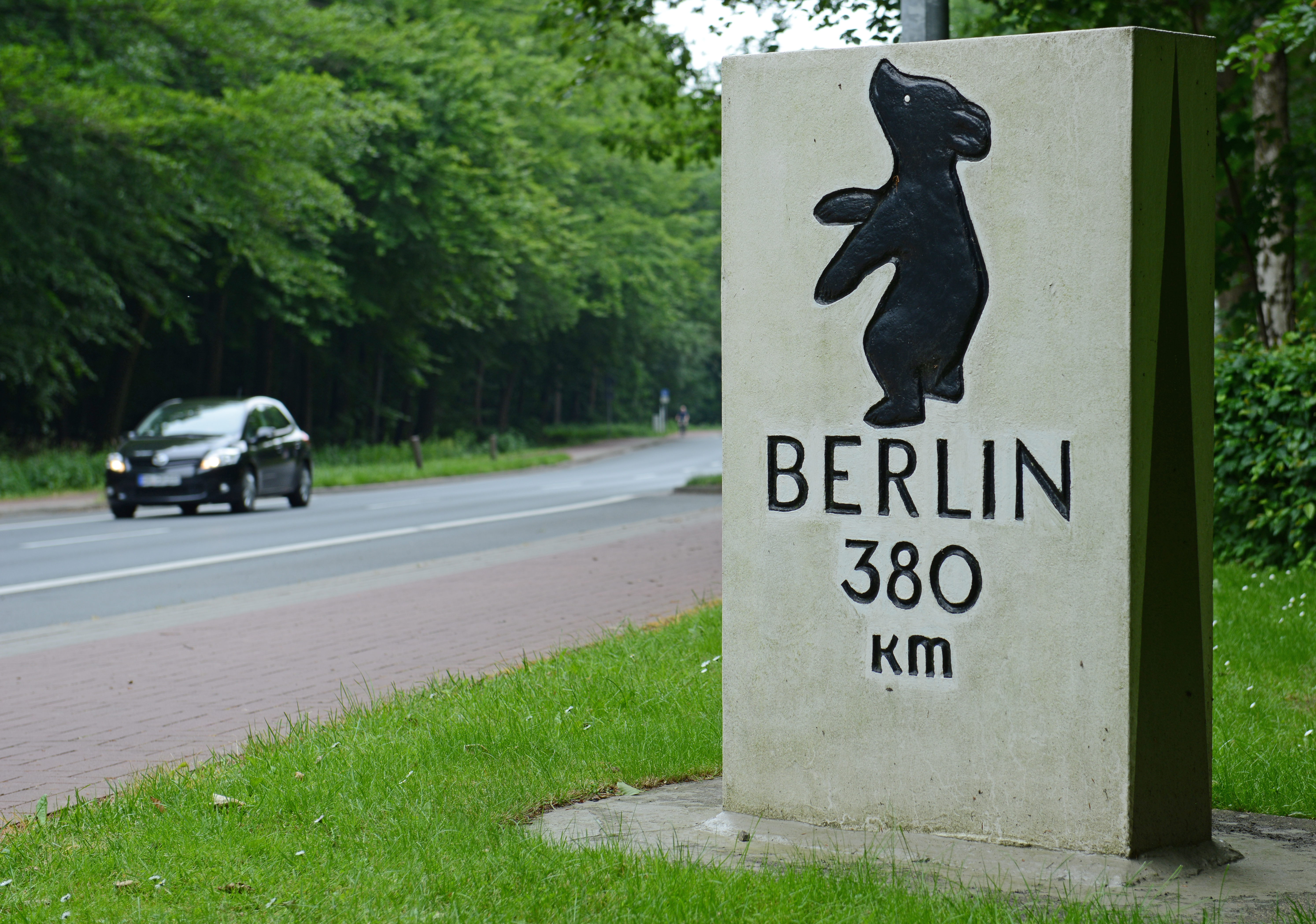
Berliner Meilenstein in Syke
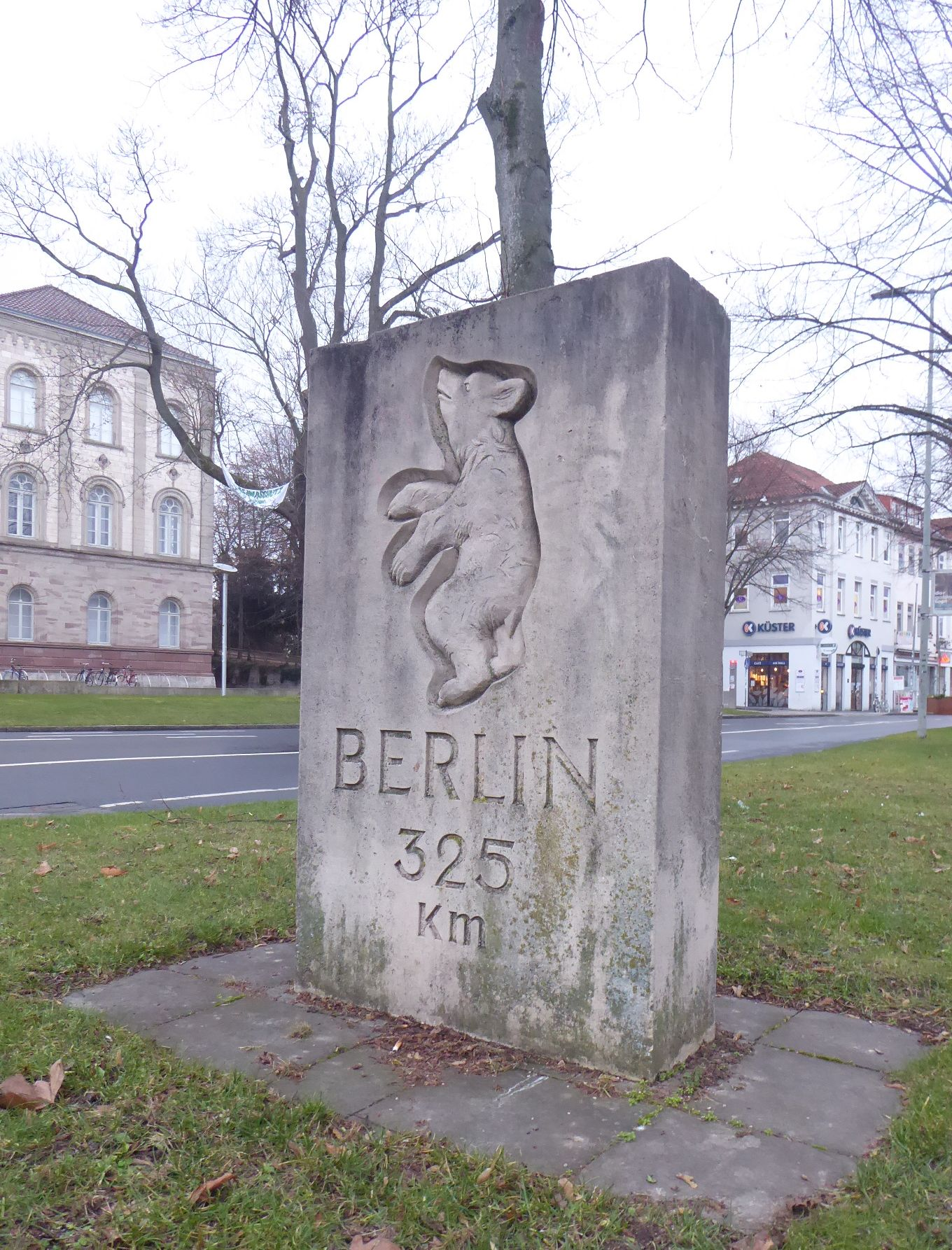
Berliner Meilenstein von 1960 in Göttingen (Berliner Straße, Ecke Heinz-Erhardt-Platz, Bildhauer Georg Schorn).